# 广东南华工商职业学院
广东南华工商职业学院，原名民办南华工商学院，是1993年经广东省人民政府批准，原国家教委备案，广东省总工会在广东省总工会干部学校的基础上创办的以文科为主、兼含工科的全日制民办普通高等专科院校。
2016年8月23日，广东省政府发文（粤府函﹝2016﹞270号）同意学院办学性质由民办转为公办。並且在2017年5月10日，教育部办公厅發出正式文件，公布通过2017年教育部备案的专科教育高等学校名单，同意学校转为公办院校并更名为“广东南华工商职业学院”。学院行政主管部门是广东省总工会，业务主管部门是广东省教育厅。

## 概况
该校现有天河校区、黄埔校区和清远新校区三个校区。校園占地面積為1099畝，並有50萬平方公里的建築面積。主校區位於廣東省職業教育城，占地995畝。

## 二級學院院系设置
| 学院                   | 专业                         |
| ---------------------- | ---------------------------- |
| 信息工程与商务管理学院 | 动漫制作技术                 |
| 信息工程与商务管理学院 | 计算机网络技术               |
| 信息工程与商务管理学院 | 计算机信息管理               |
| 信息工程与商务管理学院 | 软件技术                     |
| 信息工程与商务管理学院 | 数字媒体应用技术             |
| 信息工程与商务管理学院 | 药品经营与管理               |
| 信息工程与商务管理学院 | 移动互联应用技术             |
| 信息工程与商务管理学院 | 云计算技术与应用             |
| 信息工程与商务管理学院 | 工商企业管理                 |
| 信息工程与商务管理学院 | 商务数据分析与应用           |
| 信息工程与商务管理学院 | 电子商务                     |
| 信息工程与商务管理学院 | 市场营销                     |
| 财务金融学院           | 财务管理                     |
| 财务金融学院           | 互联网金融                   |
| 财务金融学院           | 会计                         |
| 财务金融学院           | 高本会计                     |
| 财务金融学院           | 金融管理                     |
| 财务金融学院           | 审计                         |
| 财务金融学院           | 税务                         |
| 财务金融学院           | 投资与理财                   |
| 财务金融学院           | 资产评估与管理               |
| 财务金融学院           | 证券与期货                   |
| 建筑与艺术设计学院     | 工程監理                     |
| 建筑与艺术设计学院     | 建設項目信息化               |
| 建筑与艺术设计学院     | 工程造价                     |
| 建筑与艺术设计学院     | 房地產檢測與估價             |
| 建筑与艺术设计学院     | 建设工程管理                 |
| 建筑与艺术设计学院     | 建筑装饰工程技术             |
| 建筑与艺术设计学院     | 风景园林设计                 |
| 建筑与艺术设计学院     | 家具设计与制造               |
| 建筑与艺术设计学院     | 产品艺术设计                 |
| 建筑与艺术设计学院     | 服装与服饰设计               |
| 建筑与艺术设计学院     | 环境艺术设计                 |
| 建筑与艺术设计学院     | 艺术设计（商業廣告設計方向） |
| 外语外贸学院           | 报关与国际货运               |
| 外语外贸学院           | 国际经济与贸易               |
| 外语外贸学院           | 国际贸易实务                 |
| 外语外贸学院           | 国际商务                     |
| 外语外贸学院           | 商务英语                     |
| 外语外贸学院           | 港口与航运管理               |
| 外语外贸学院           | 商务日语                     |
| 外语外贸学院           | 物流管理                     |
| 外语外贸学院           | 应用韩语                     |
| 外语外贸学院           | 应用英语                     |
| 文化旅游学院           | 会展策划与管理               |
| 文化旅游学院           | 酒店管理                     |
| 文化旅游学院           | 旅游管理                     |
| 文化旅游学院           | 烹调工艺与营养               |
| 应用法学与公共事业学院 | 法律事务                     |
| 应用法学与公共事业学院 | 社區管理與服務               |
| 应用法学与公共事业学院 | 勞動關係管理                 |
| 应用法学与公共事业学院 | 行政管理                     |
| 应用法学与公共事业学院 | 人力资源管理                 |
| 应用法学与公共事业学院 | 社会工作                     |
| 应用法学与公共事业学院 | 文秘                         |
| 学前教育学院           | 学前教育                     |
| 学前教育学院           | 幼兒發展與健康               |

2019年广东南华工商职业学院二級學院院系调整，增加学前教育学院，取消基础部（博雅学院）。

## 校园环境
校园分为三个校区，分别位于广东省广州市天河区（天河校区）、黄埔区（黄埔校区）、清远市清城区（清远校区）。学校总占地面积约1100亩。

### 清远校区
清远新校区坐落在有“广州后花园”之称的中国优秀旅游城市——清远市清城区教育文化园内，校园占地995亩，校区依山傍水，空气清新；校园规划整齐，环境优美；建筑典雅、古朴、厚重；生活娱乐配套设施齐全。现时该校区大部分为大一、大二学生在校就读（大三搬至天河、黄埔校区）。

#### 学校景色

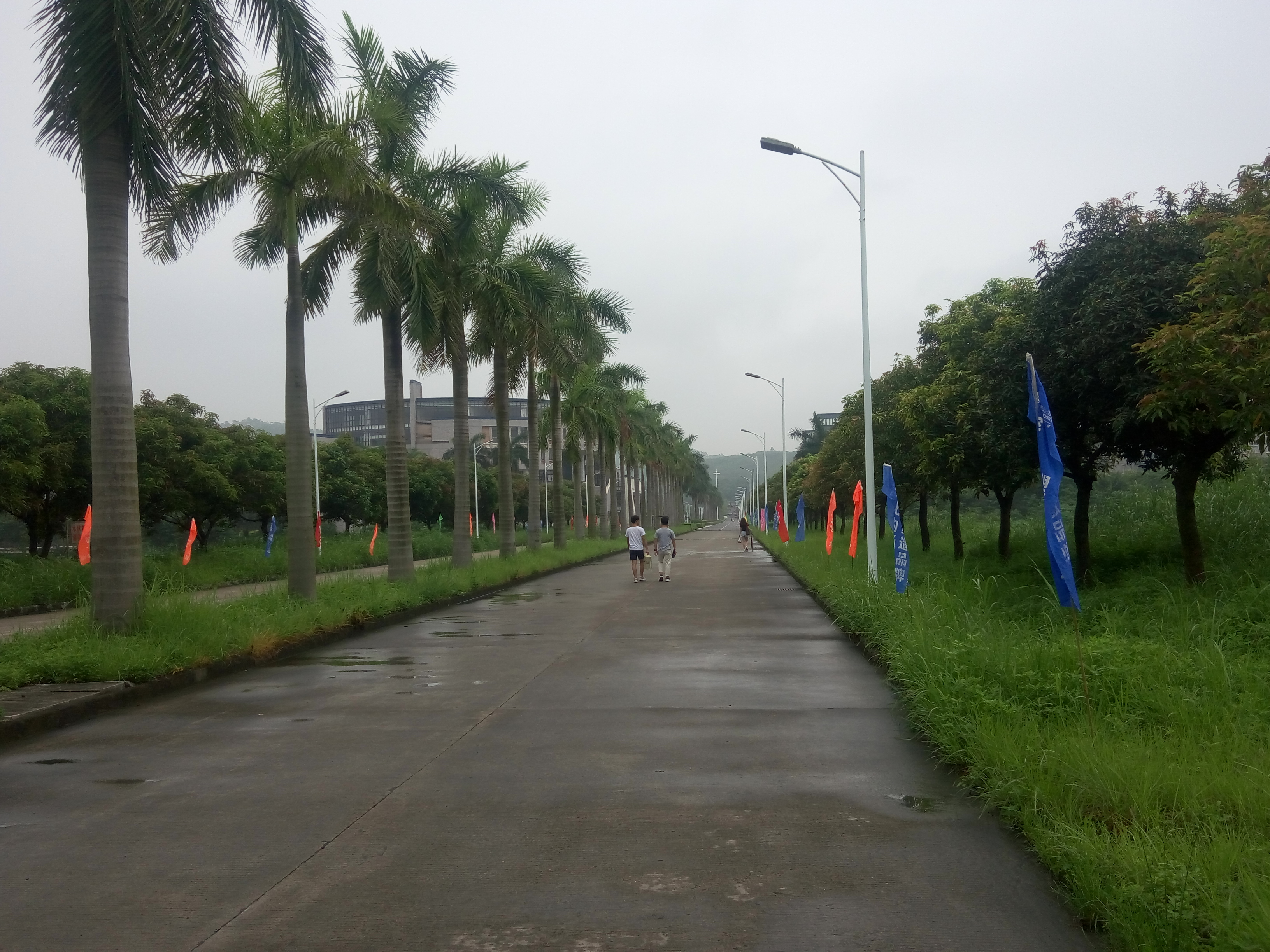
博雅大道中间侧

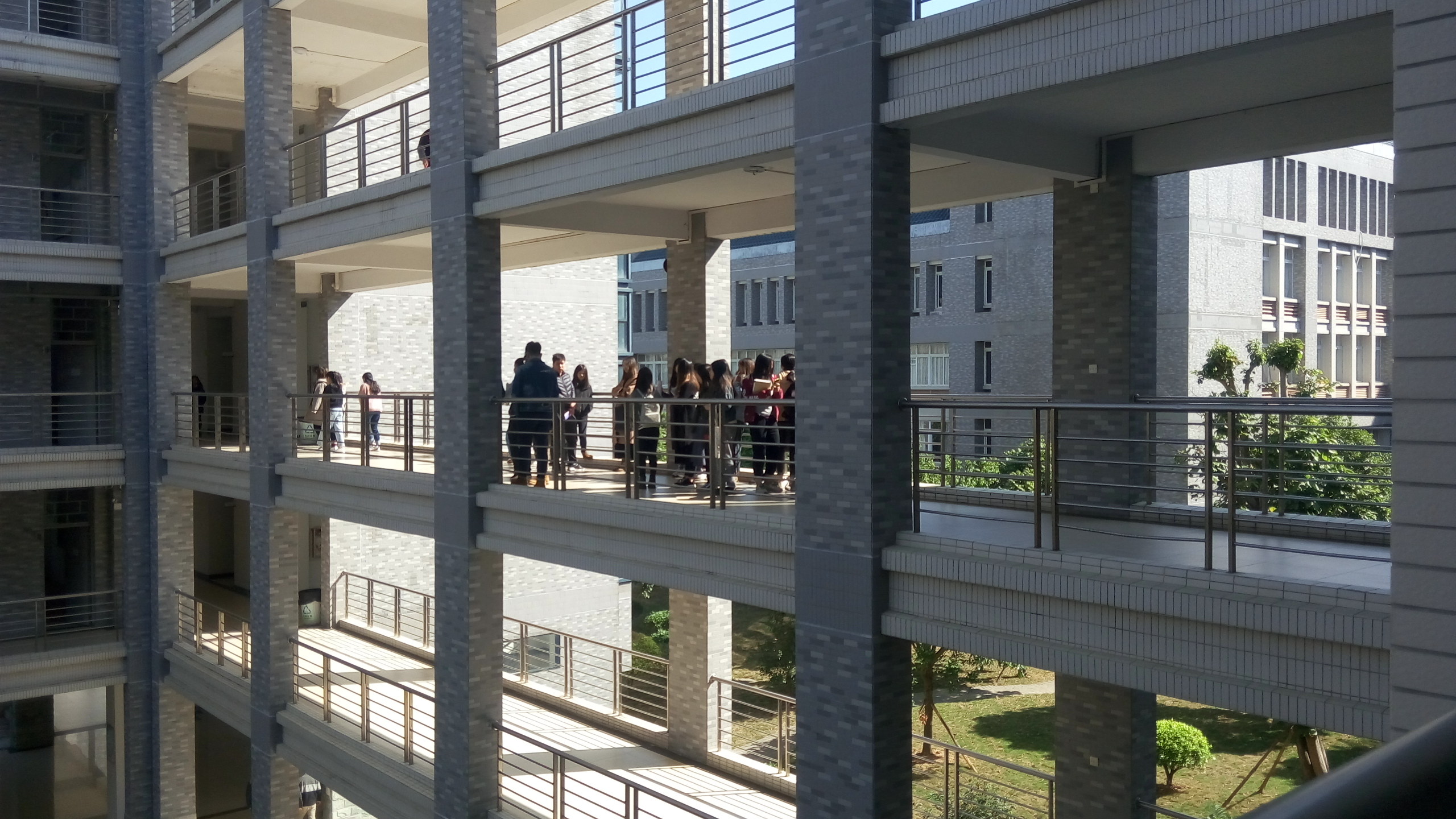
教学楼里走廊侧

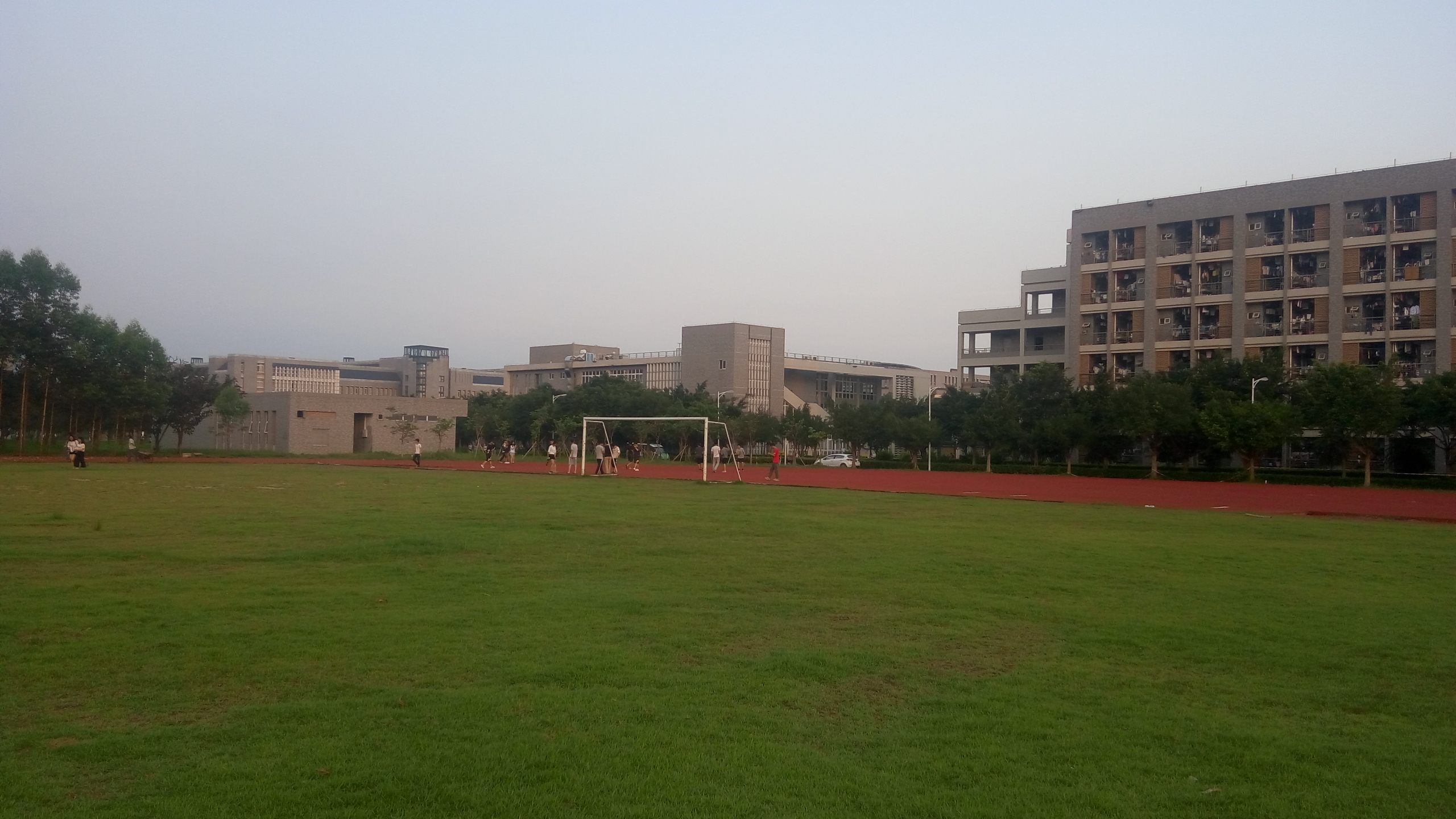
面向学生宿舍侧

- 洋紫荆小道

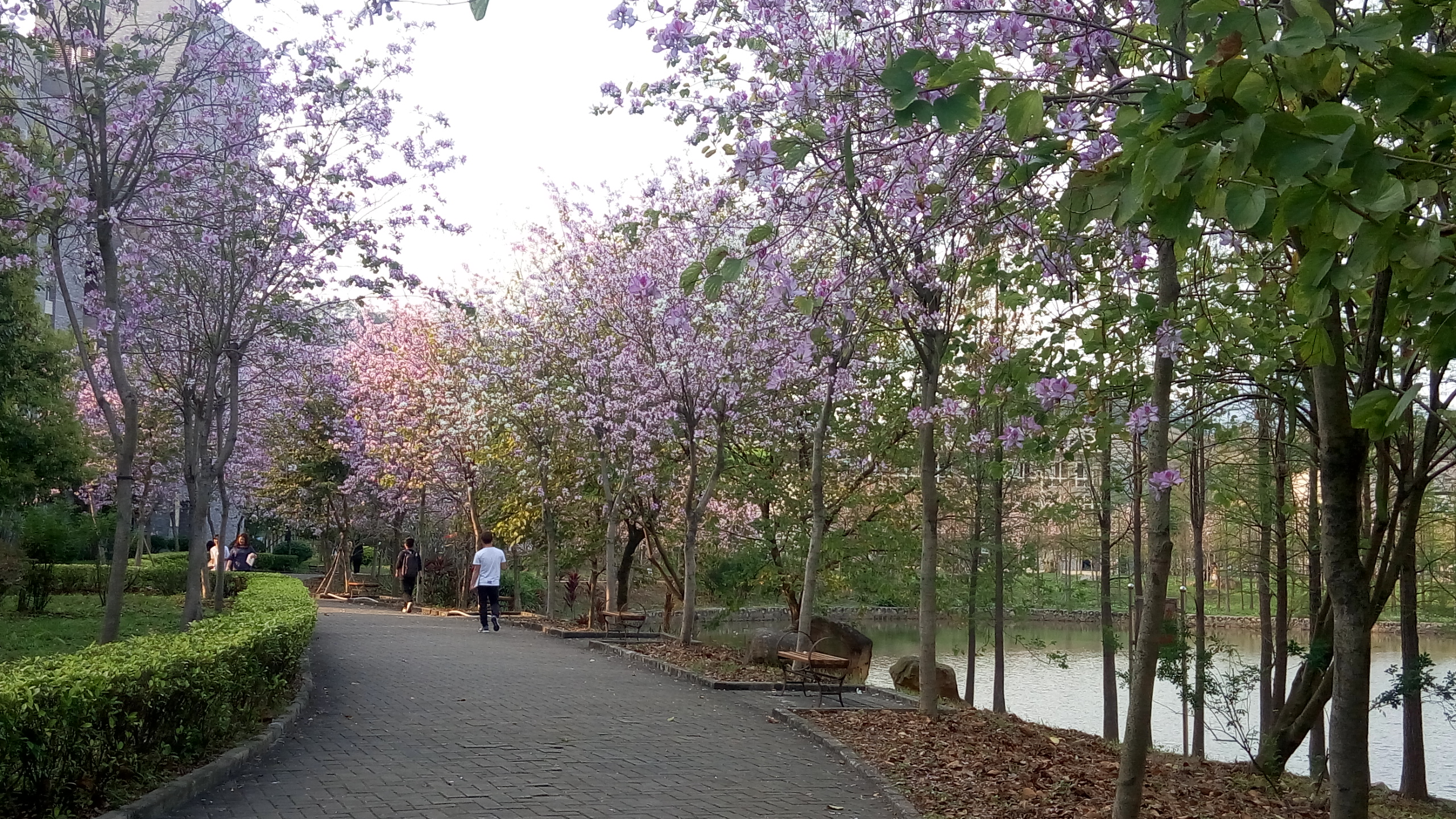
洋紫荆小道

环绕禽兽湖的一条小道，因两旁种满洋紫荆而得名，花开的时候景色优美，小道两旁有木质座椅供人休息，所以该小道也是南华“虐狗”圣地。

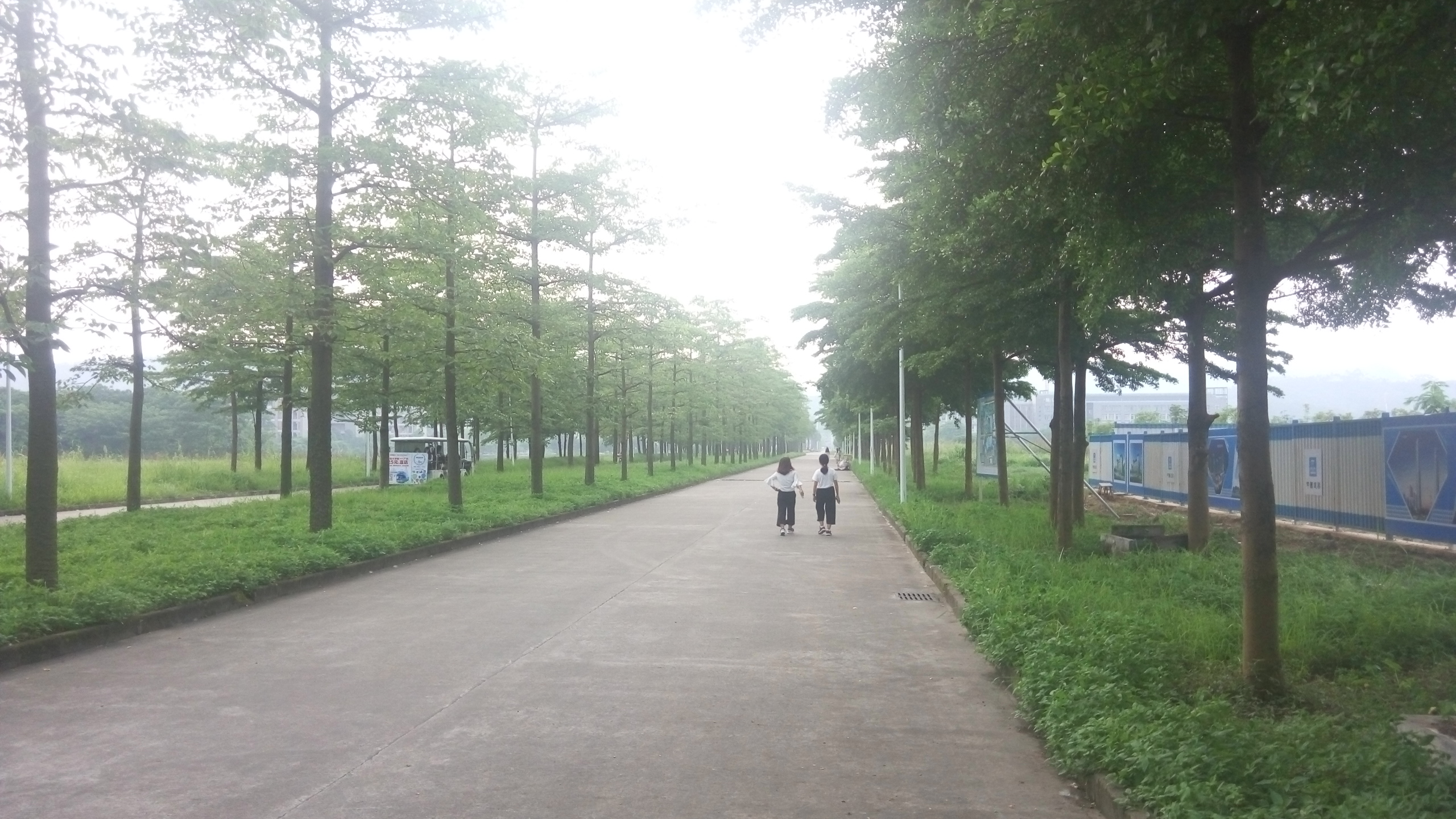
博雅大道前门侧

- 博雅大道

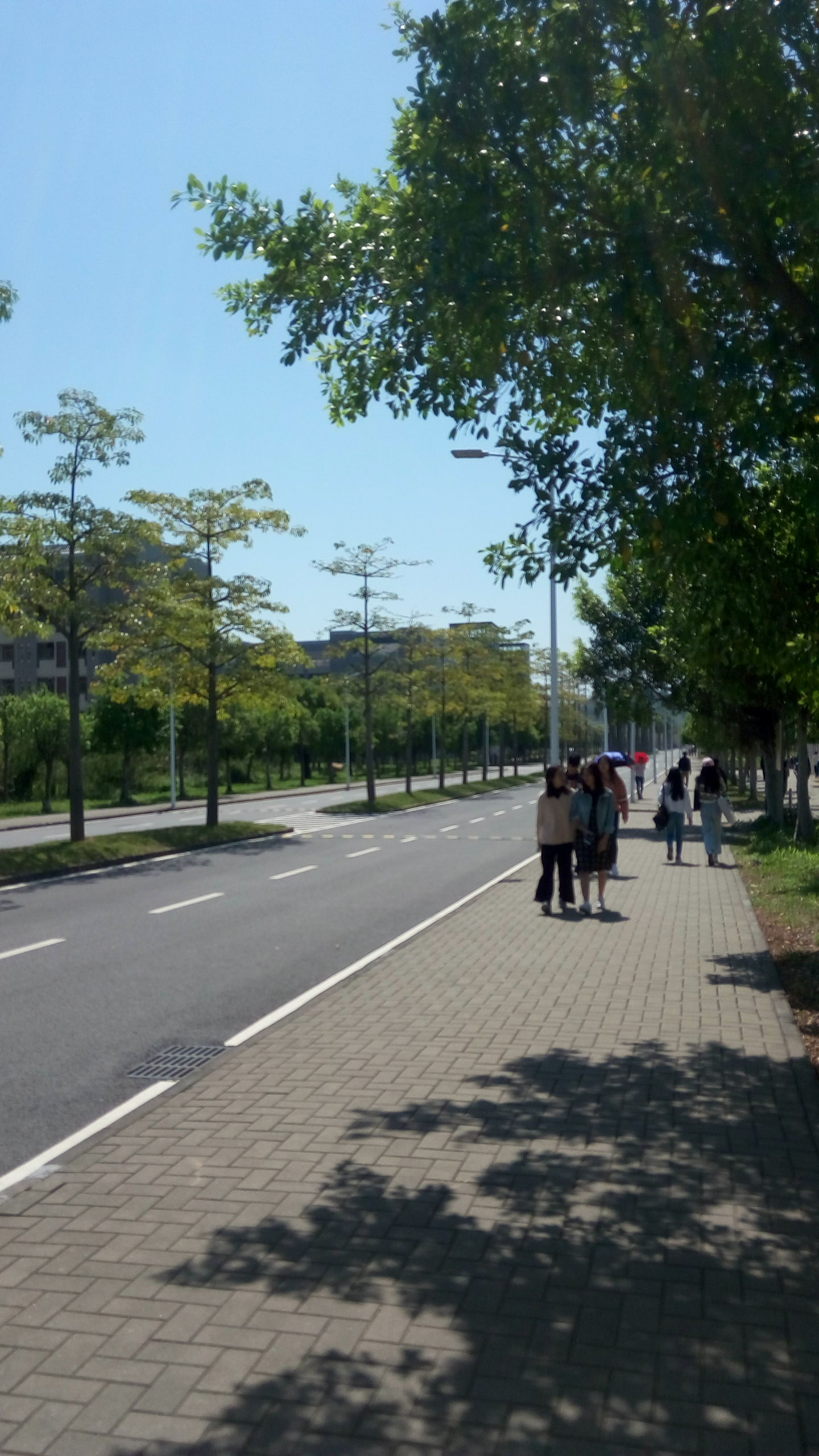
博雅大道后门侧

博雅大道是南华的主要校道，全长1.2公里，连接学校的南门和北门，同时门口有学校保安检查，外来人员入校需要检查身份证。博雅大道傍晚会有同学在校道上滑滑板、滑轮、以及散步，是学生的活动场所之一。
- 紫薇林

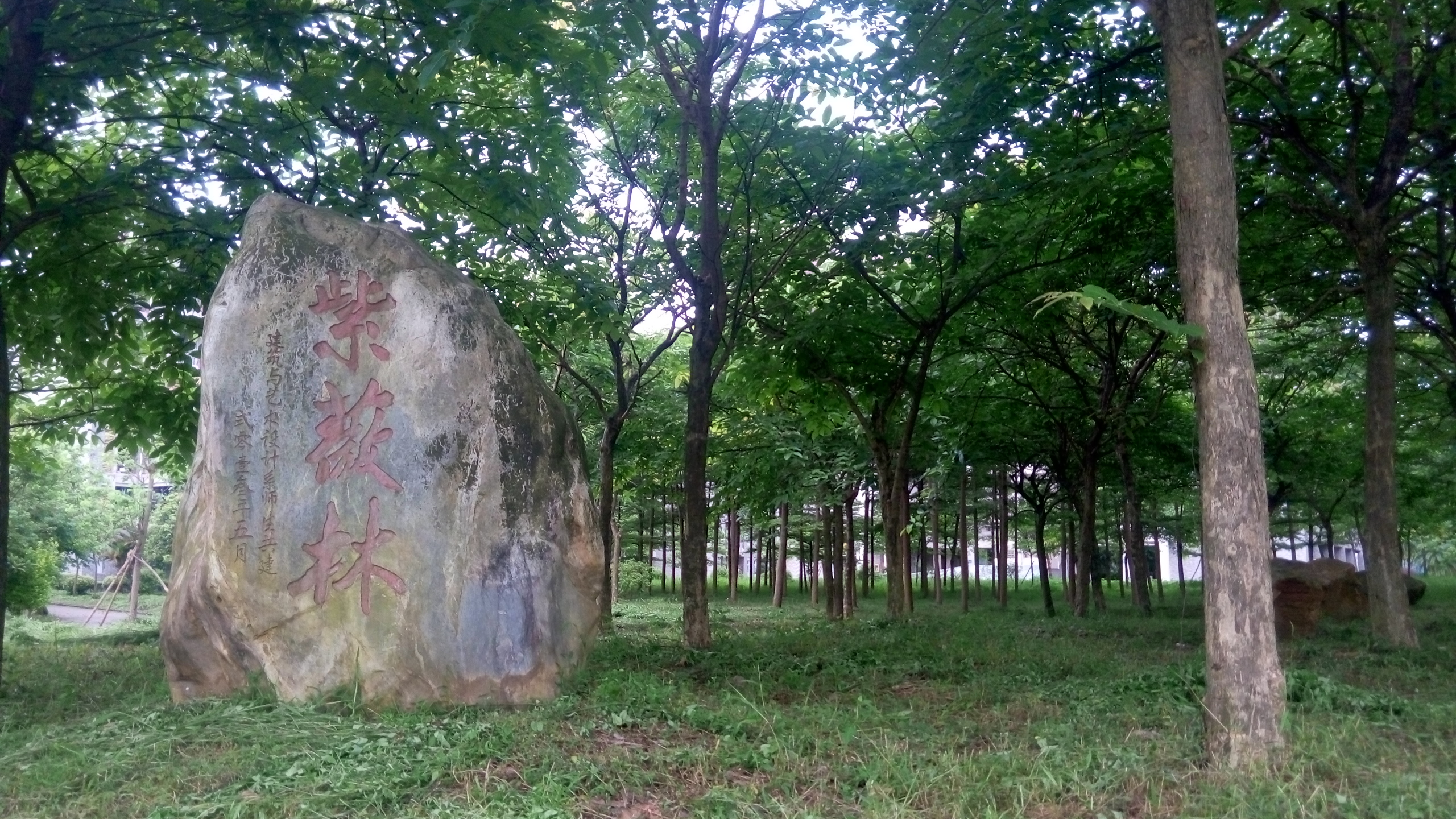
紫薇林石刻

南华中的两个较大的树林之一，与之对应的是南华的樱花林。紫薇林位于食堂门前与二栋对面，另一边由洋紫荆小道与禽兽湖相望。南华学子上下课去食堂吃饭时经常从紫薇林旁经过，林中种有亚热带树木（品种不详），紫薇林的食堂对面有一颗凤凰花树。

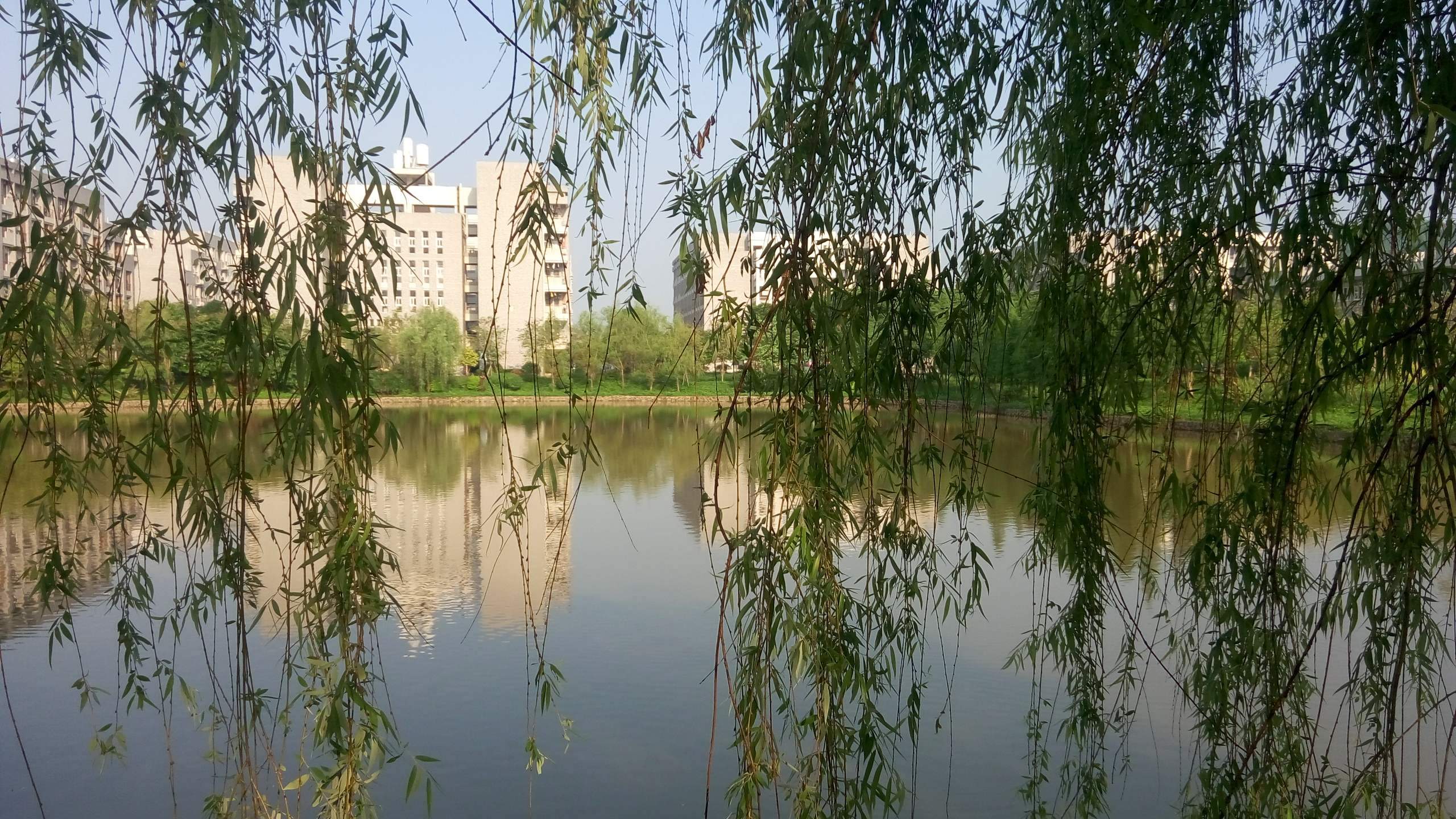
禽兽湖春色

- 禽兽湖（原名中心湖）

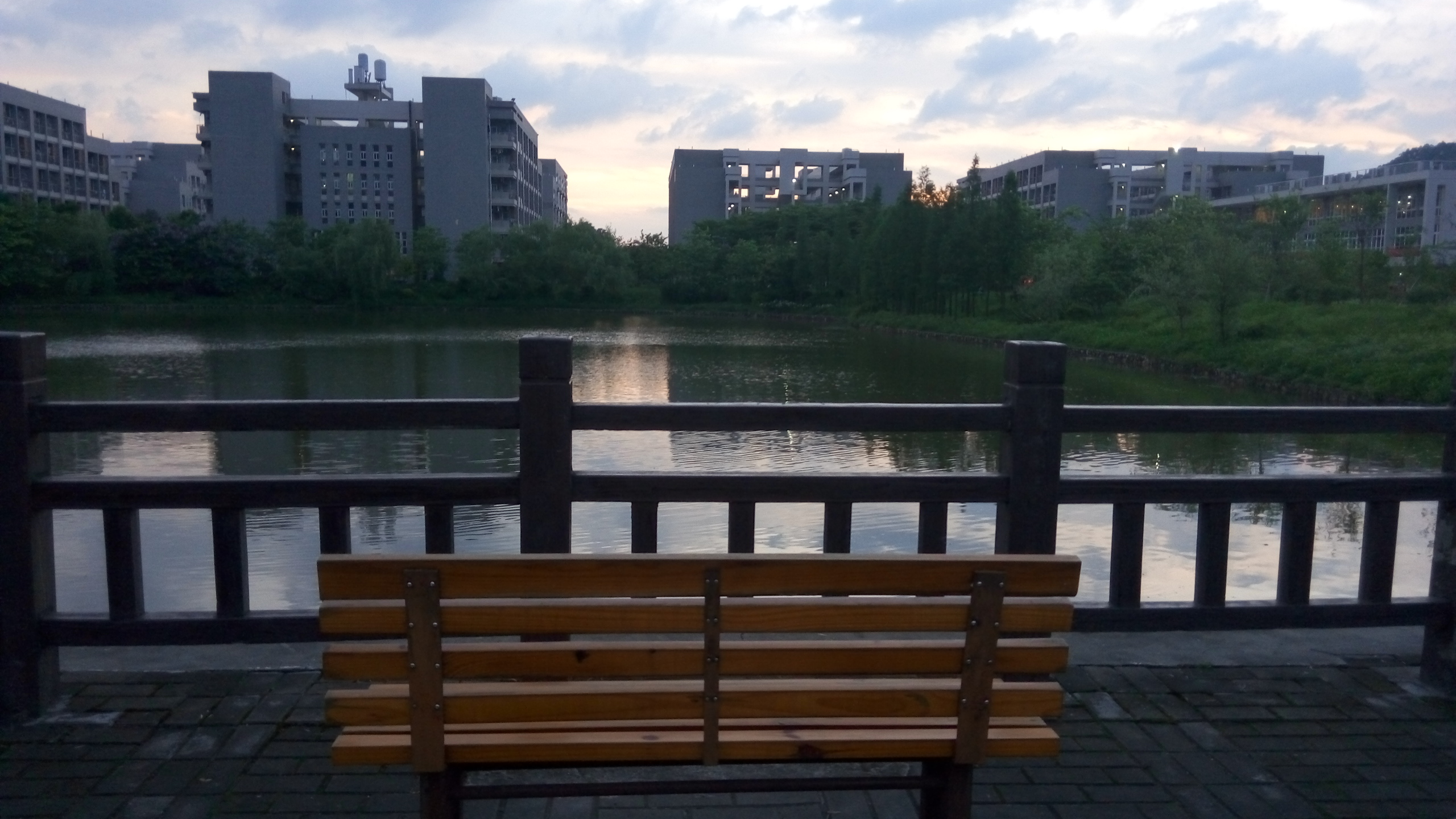
傍晚的禽兽湖边

由于经常有情侣坐在湖边椅子上谈情说爱，故被南华的学生起名为“禽兽湖”意思是“情人都是禽兽”（有争议）。禽兽湖也成为了学校的虐狗圣地之一。湖边风景秀丽，是为南华一景。

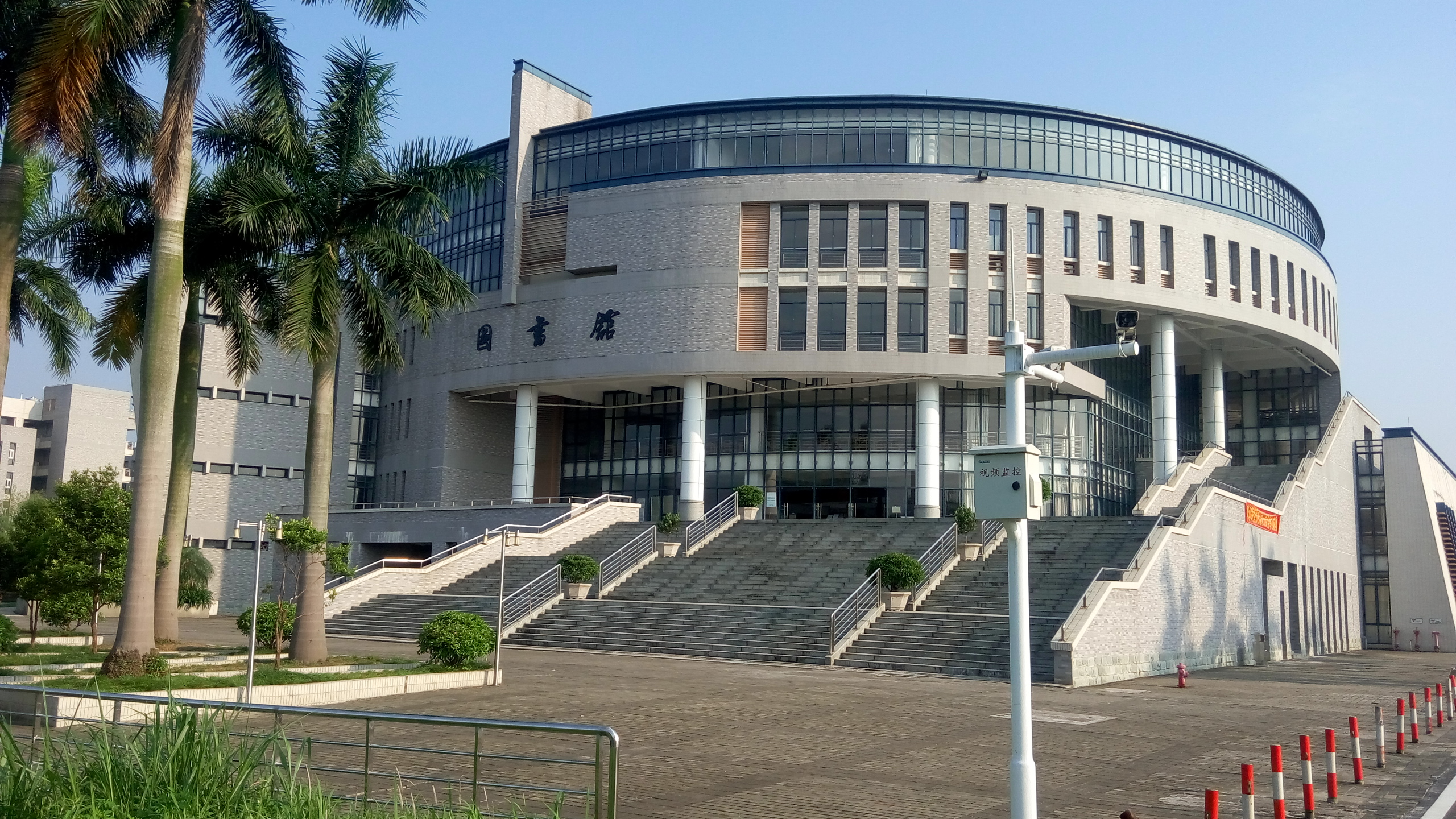
图书馆博雅大道侧

- 图书馆

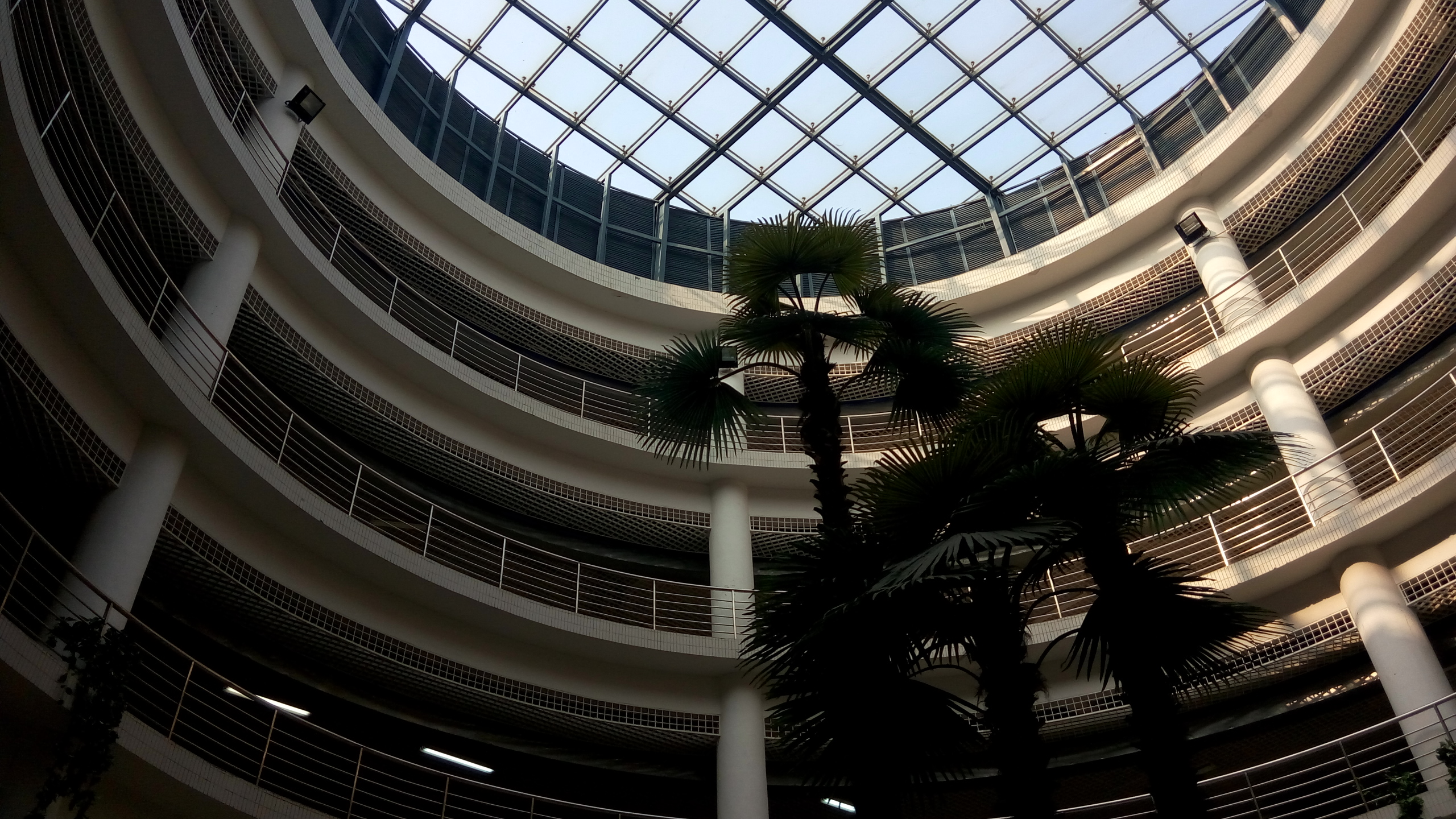
图书馆内部天顶

南华的标志性建筑，一共有五层，共中只有二、三、四层设为图书馆，第五层不向学生开放，图书馆内部设有茶室、咖啡厅设有空调。楼梯两旁有学生创意图鸦。图书馆馆藏文献共计132.88万册（其中电子图书28.58万余种、光盘2.03万张），订购现刊317种、报纸51份，并与校外公司合作，有丰富的电子图书资源。
- 体育馆

分為兩層，底層為羽毛球場和籃球場，上層為觀眾席。在正門設有一個小型士多店，背門設有校醫室，可以滿足學生、教職工及其他人員基本的醫療需求。

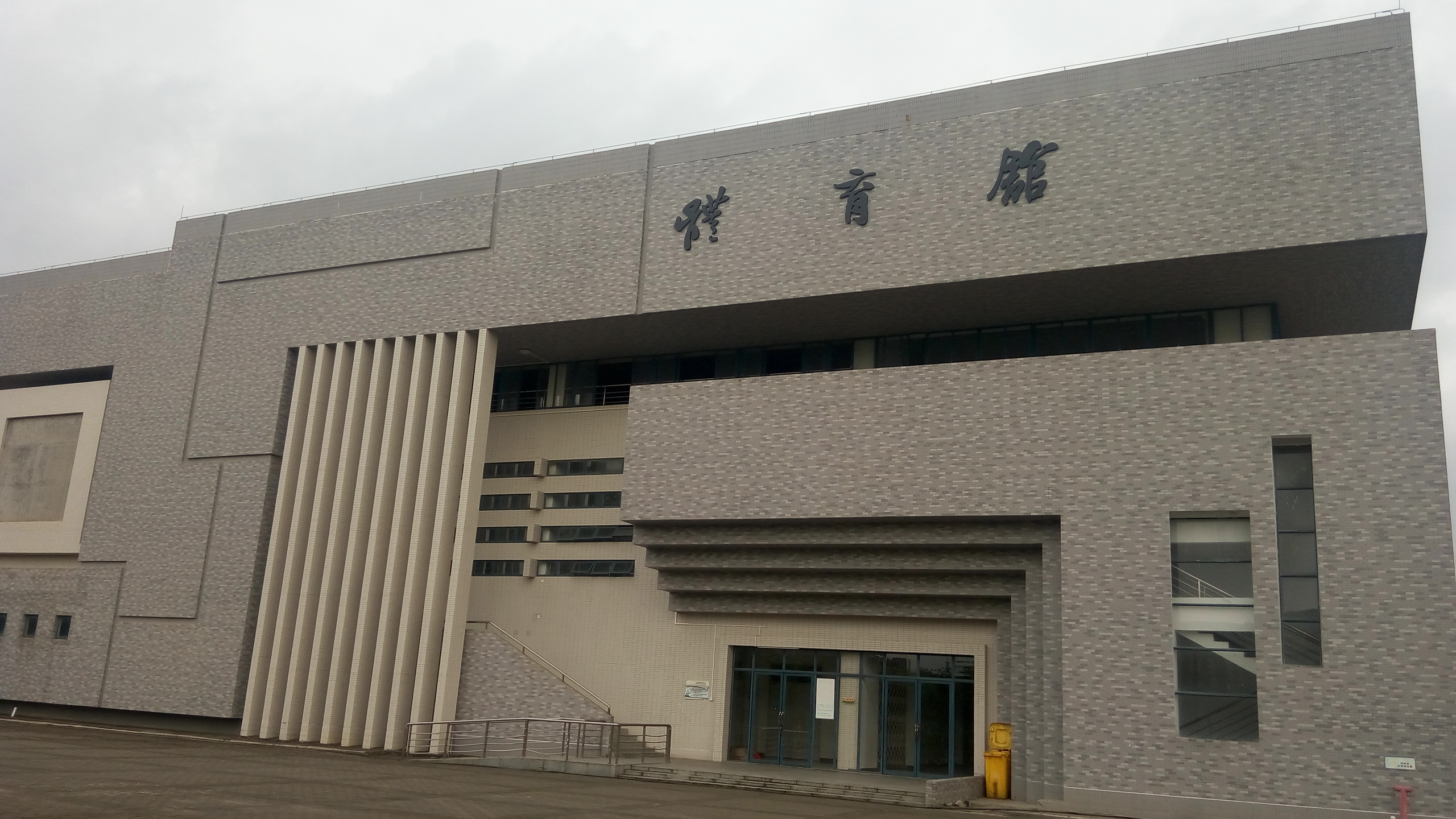
体育馆外侧

- 食堂

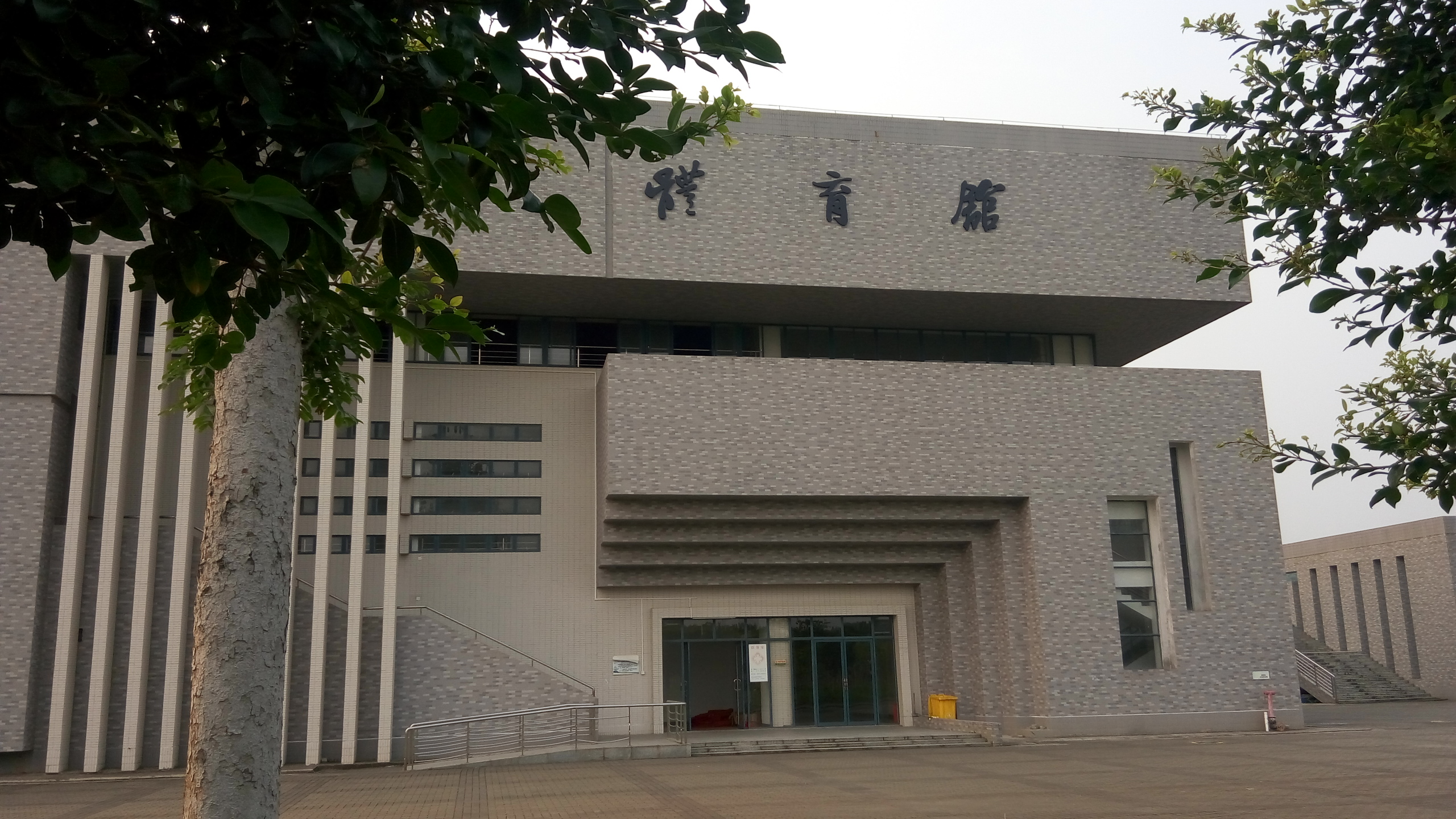
体育馆外侧

總共三層，一、二層設有士多店，第三層設有奶茶店，在三樓亦設立了學校膳食委員會的辦事處。食堂提供包括自選、牛肉飯、水餃、酸菜魚等菜餚。此外，二樓入口及三樓出口還掛有一塊白板，供學生寫下對於食堂的意見與建議。

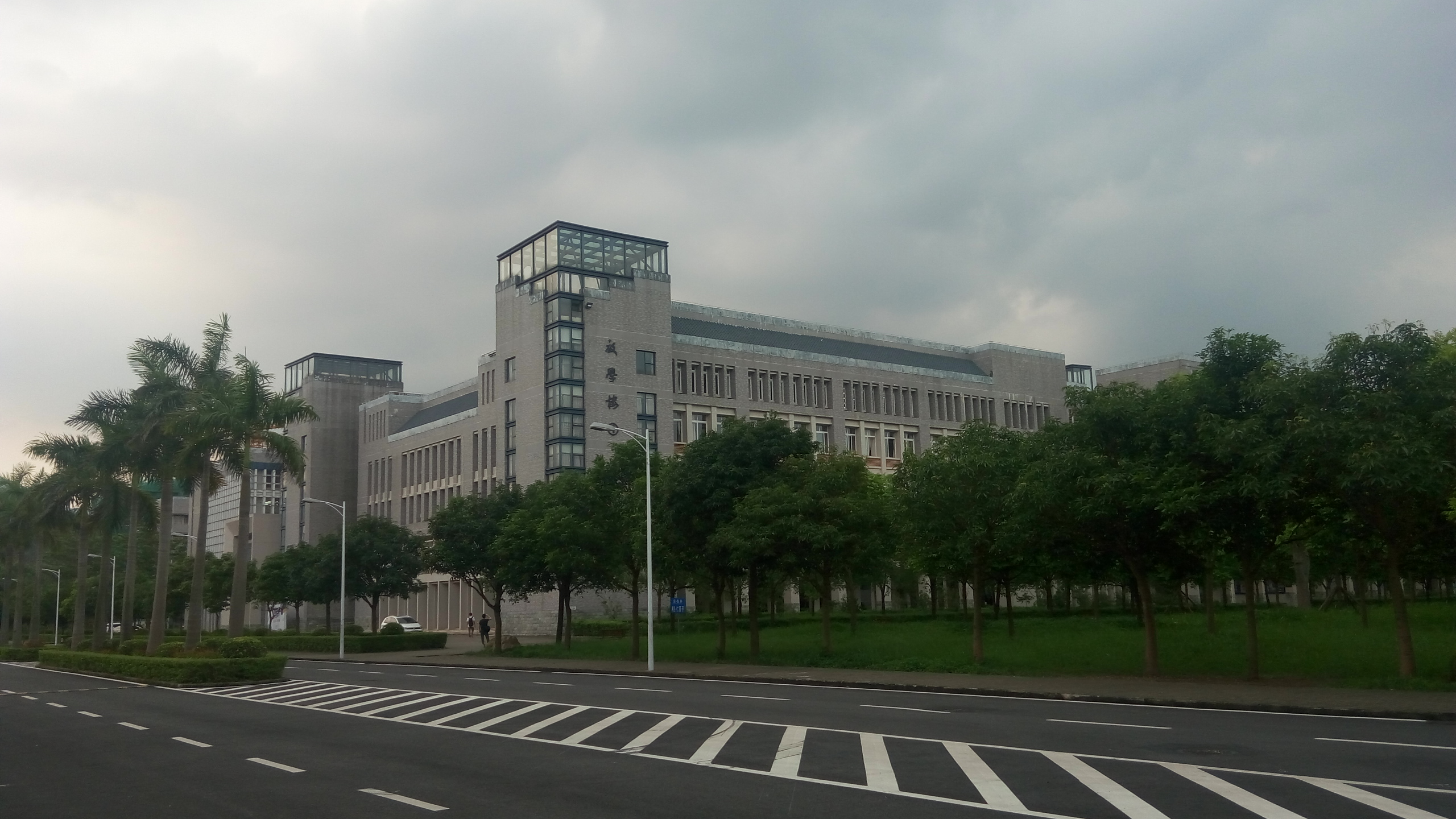
博雅大道侧

- 教学楼

- 樱花林
- 操场